# Minuskuł 40
Minuskuł 40 (wedle numeracji Gregory—Aland), A155 (von Soden) – rękopis Nowego Testamentu pisany minuskułą na pergaminie w języku greckim z XI wieku. Przechowywany jest w Paryżu.

## Opis rękopisu
Kodeks zawiera tekst czterech Ewangelii, na 312 pergaminowych kartach (30 cm na 22 cm).
Tekst rękopisu pisany jest jedną kolumną na stronę, w 22 linijek na stronę.
Tekst Ewangelii dzielony jest według κεφαλαια (rozdziały) oraz według Sekcji Ammoniusza, których numery umieszczono na marginesie. W górnym marginesie umieszczono τιτλοι (tytuły) do rozdziałów, Sekcje Ammoniusza opatrzone został odniesieniami do Kanonów Euzebiusza.

## Tekst
Grecki tekst Ewangelii reprezentuje bizantyńską tradycję tekstualną. Aland zaklasyfikował go do kategorii V.

## Historia
Paleograficznie rękopis datowany jest przez INTF na wiek XI. Rękopis został sporządzony na górze Athos.
Johann Jakob Wettstein wciągnął go na listę rękopisów Nowego Testamentu.
Rękopis badał Bernard de Montfaucon, Scholz oraz Paulin Martin.
Obecnie przechowywany jest we Francuskiej Bibliotece Narodowej (Coislin Gr. 22) w Paryżu.